# شارون لیل
شارون لیل (انگلیسی: Sharon Leal؛ زادهٔ ۱۷ اکتبر ۱۹۷۲) یک هنرپیشه اهل ایالات متحده آمریکا است. وی از سال ۱۹۹۶ میلادی تاکنون مشغول فعالیت بوده‌است.

## گزیدهٔ آثار

### سینما
- معتاد (۲۰۱۴)
- چرا ازدواج کردم؟ (۲۰۰۷)
- دختران رؤیایی (۲۰۰۶)
- مردان سول (۲۰۰۸)

### تلویزیون
- گریم (۲۰۱۴)
- ادراک (۲۰۱۴)
- مظنون (۲۰۱۲)
- سوتس (۲۰۱۱)
- درمانگاه خصوصی (۲۰۰۹)
- سی‌اس‌آی: میامی (۲۰۰۷)